# باتارانغ

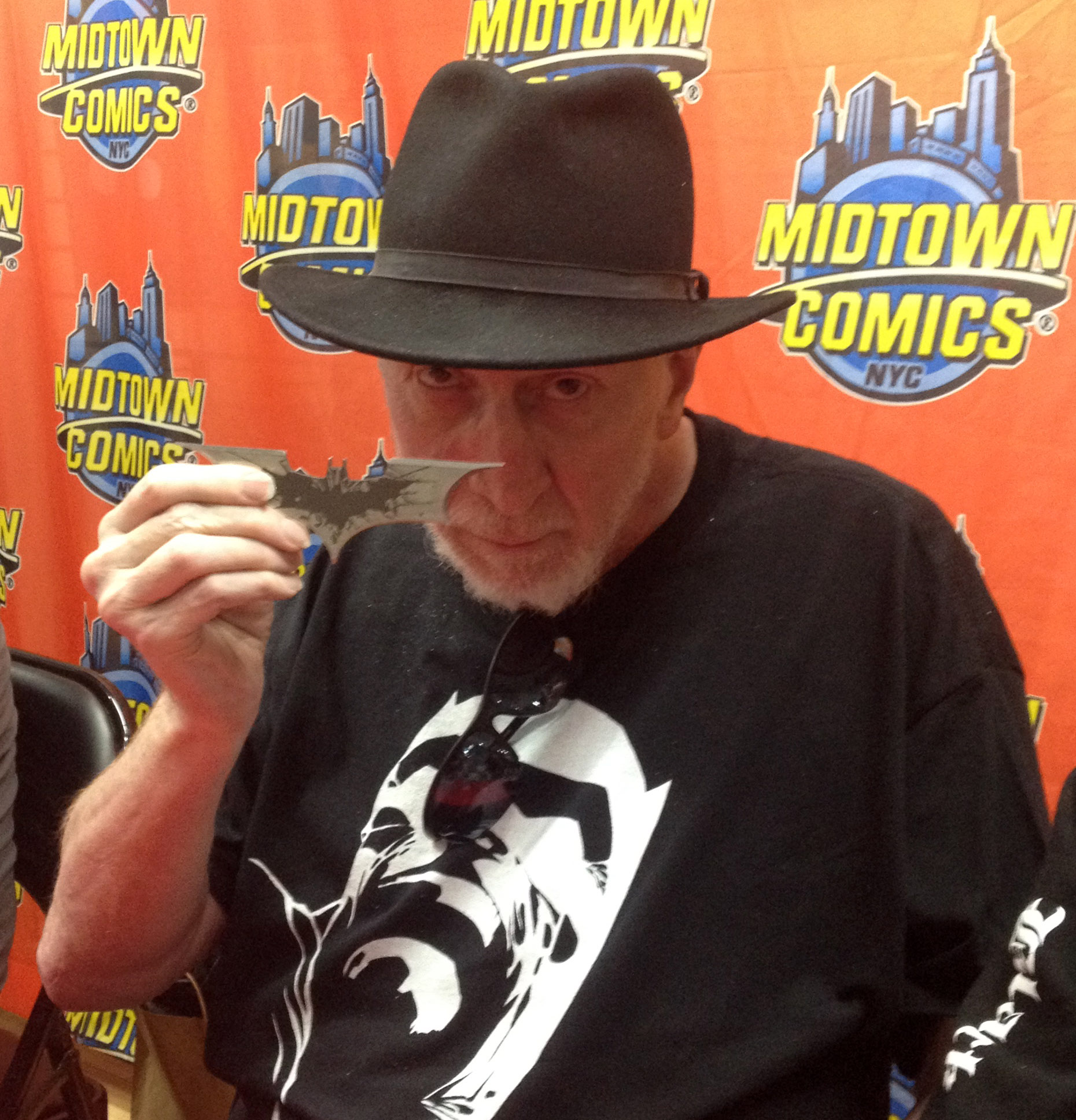

باتارانغ (بالإنجليزية: batarang)‏ هو سلاح رمي على شكل خفاش يستخدم من قبل بطل دي سي كوميكس الخارق باتمان. الأسم عبارة عن لفظ منحوت من bat خفاش و boomerang كيد، وكان في الأصل مكتوب baterang باتيرانغ. وعلى الرغم من أن اسم الباتارانغ قد تم تسميته على أسم «بوميرانغ»، إلا أنه أصبح أشبه بـ «شوريكين» في التأويلات الأخيرة. ومنذ ذلك الحين، أصبح من ترسانة باتمان، حيث ظهر في التلفزيون والأفلام. التفسيرات الأخيرة لفارس الظلام تجد دافعًا إضافيًا لأستخدام الباتارانغ كمنفذ هجوم (بديل عن الأسلحة النارية، التي يرفضها بشكل مباشر بسبب ظروف مقتل والديه) ويستخدمه بشكل أساسي في ضرب الأسلحة من يد المهاجمين.

## التاريخ
ظهر الباتارانغ لأول مرة في ديتكتيف كوميكس #31 (سبتمبر 1939). كانت أولى التصورات بشكل صدفي، ويستخدم الكيد المعدني لمهاجمة المعتدين، والذي سرعان ما يعود إلى الرامي. ومع ذلك، فإن أنواع الباتارانغ تشمل تلك التي يمكن طيها لتلائم حزام عتاد باتمان، والباتارانغ المشحونة بشكل متفجر، والباتارانغ التي يمكن التحكم فيها عن بعد، والباتارانغ المكهربة. ظهرت بندقية الأمساك في فيلم فرانك ميلر باتمان: عودة فارس الظلام # 1. ومع ذلك، ظهر الآن الإصدار اليدوي القياسي من بندقية أمساك باتمان لأول مرة في فيلم باتمان 1989. أستبدلت تدريجياً الباتارانغ ذو الحبل في الكوميكس بعد أن قدم الفنان نورم برايفوغل مسدس الأمساك في باتمان #458 في يناير 1991. أصبحت هذه الأداة المعيار في سلسلة الرسوم المتحركة اللاحقة، والقصص المصورة، والأفلام، وألعاب الفيديو مثل باتمان: مصحة آركام وباتمان: مدينة آركام، تم تقديم إصدار أكثر تطوراً يسمى غرابنيل (Grapnel) والذي يمكن أستخدامه لإطلاق باتمان في الهواء للأنزلاق باستخدام الطاقة الحركية.

### الشخصيات والإصدارات الأخرى
فتاة الوطواط تستخدم أيضاً الباتارانغ. ومن المعروف بأن جناح الليل روبن السابق، يستخدم باتارانغ معدلة تسمى جناح-الضربات (Wing-Dings) والتي هي على شكل طير. تيم دريك روبن الثالث، كذلك يمتلك خاصته 'R'- والتي هي على شكل شوريكين. في عدد ما من مراهقوا التايتنز (المجلد. 3) أدعى دريك بأنه أخفى تكاليف شحن سيارة الوطواط من مدينة غوثام إلى سان فرانسيسكو في «ميزانية الباتارانغ»، والذي يقول للآخرين بأنها «أكبر مما يظنون». الإصدار الحالي من المرأة الوطواط الذي تم عرضه في أستمرارية 52، تستخدم باتارانغ مصغرة. كاتمان أيضاً يستخدم أسلحة مستوحاة من باتمان ويدعوهم «كاتارانغ». مثل روبن، أناركي، خصم باتمان العرضي، أيضاً يستخدم شوريكين على شكل شعاره، «دائرة-A».
الطائر المرمي—يشار إليه بـ«بيردارانغ»—هو سلاح رمي على شكل طائر تقريباً يستخدمه بطل دي سي كوميكس روبن كبديل هجوم غير مميت عن الأسلحة النارية. وهي مشابهة للباتارانغ. وأكتسبت مكانة بارزة في عام 1997 في العمل الحي فيلم باتمان و روبن. الطائر المرمي في الفيلم ذو حواف فضية مع تصميم أحمر. كما هو الحال مع باتمان، يمكن لروبن أن يطلق سلاحه بواسطة قاذفة تقع تحت ذراعه. كما أنها تستخدم من قبل روبن في وسائل الإعلام الأخرى غير باتمان مثل أبطال التايتنز إنطلقوا! حيث تظهر تحت أسم بيردارانغ.
في JLA: الأرض 2, آول مان لديه ترسانة من الـ«رازورانغ».

## في وسائل الإعلام الأخرى

### الأعمال التلفزيوني-الحية
في فيلم باتمان، تم عرض باتارانغ مطابقة تقريبًا مع شعار الخفاش الذي تم تعديله في الفيلم. وبعد ردة فعل عنيفة ضد معسكر باتمان المسلسل التلفزيوني، تجنبت الميزة الوقوع بالإفراط في أستخدام بادئة-الوطواط التي تم أنتقادها في سلسلة 1960s. على الرغم من ظهورها بشكل بارز، إلا أنه نادرًا ما يُشار إلى الباتارانغ بالأسم، على عكس كهف الوطواط و سيارة الوطواط.
السلسلة التلفزيونية الطيور الجارحة أيضاً تتميز بالباتارانغ. ومع ذلك، فهي دائرية وتحمل رمز الطيور الجارحة، بدلاً من شكل الوطواط التقليدي.

### أفلام الحركة-الحية
الباتارانغ المستخدم في باتمان كان معدني وقابل للطي على شكل وطواط وكان يستخدم لأيقاع العدو من الساقين ويسحب يدوياً مرة أخرى. كما ظهرت نسخة محوسبة في عودة الرجل الوطواط يمكن برمجتها للطيران بعد أهداف محددة. ظهر نوعين من الباتارانغ في باتمان للأبد، أحدهما يحمل خيطًا يمسك بعصابة ذو الوجهين في بنك مدينة غوثام و«سونار باتارانغ» والذي يستخدم «بدلة السونار» لتدمير سوبر بوكس ومبنى نيغماتيك. تظهر باتارانغ أخرى في كهف الوطواط، جنباً إلى جنب مع تلك المستخدمة في عودة الرجل الوطواط ولكن لا تستخدم خلال الفيلم. كما ظهرت الباتارانغ في فيلم باتمان و روبن.

#### ثلاثية فارس الظلام
ظهرت في فيلم «بداية باتمان» 2005 على أنها شوريكين بسيط على شكل وطواط، ويستخدم بشكل رئيسي في التشتيت بدلاً بكونها سلاحاً، وتتلاءم مع تصوير هذا الفيلم لتدريب النينجا باتمان.
بينما يستخدم فارس الظلام الباتارانغ في الملصقات الترويجية، فهي لاتستخدم في الفيلم. كجزء من تحسينات لوسيوس فوكس على بدلة الوطواط، ويضيف شفرات على البدلة التي تطلق من ذراع باتمان، والتي هي مشابهة للباتارانغ. للحصول على النفوذ على كفاحه ضد الجوكر، ويطلق باتمان هذه الشفرات في وجهه، مما يشتت أنتباهه ويمنح باتمان اليد العليا. تتم رؤية الباتارانغ مرة واحدة فقط خلال الفيلم. عندما يخرج بروس واين من بدلة الوطواط بعد أن يقرر تسليم نفسه للشرطة، يستغرق الأمر دقيقة واحدة لألتقاط والتحديق في إحدى الباتارانغ الخاصة به، ثم يضعها بعيداً عن بقية معداته.
في نهوض فارس الظلام لا يتم عرض الباتارانغ التقليدية كما رأينا في بداية باتمان وفارس الظلام ولكن يتم أستخدام سلاح مماثل. يطلق باتمان سهامًا صغيرة على شكل وطواط على أتباع باين والتي تفقدهم الوعي.

#### عالم دي سي الأفلام
- تظهر الباتارانغ في باتمان ضد سوبرمان: فجر العدالة. في الفيلم، يترك باتمان الباتارانغ بالقرب من مسرح الجريمة بعد أن ينتهي كبطاقة دعوة، على سبيل المثال بعد سرقته لكريبتونايت من مختبرات ليكس لوثر، يترك الباتارانغ في المكان الذي تم فيه تخزين الكريبتونايت. ويستخدمها أيضاً في القتال، ولكن بدلاً من نزع سلاح المجرمين، يستخدمهم للطعن مثل الشوريكين.
- في فرقة العدالة، يلقي بروس باتارانغ على باري ألين ليظهر له بأنه مدرك لسرعته الفائقة. يتجنبها باري بسرعة ويمسك بها. بعد أن يخبر بروس باري بأنه يعمل على تشكيل فريق، يرد باري عليه وبسرعة بأنه سينضم، ويسأل بروس إذا كان بأمكانه أن يحافظ على الباتارانغ الذي أمسكه، بسبب إعجابه به.

### الرسوم المتحركة

#### عالم دي سي الرسوم المتحركة
في باتمان: سلسلة الرسوم المتحركة يستخدم الباتارانغ في كل مكان. وهي على شكل هلال مسننة. إحدى النسخ متصلة بخط تسمح له بتكبيل المجرمين وكذلك الصعود والتأرجح من أسطح المنازل لكنه أعتمد على بندقية التسلق من أجل التنقل.
باتمان بيوند, سلسلة رسوم متحركة أخرى، والتي تجري بعد 50 عامًا في مستقبل مدينة غوثام، فيها طالب في مدرسة ثانوية صغيرة يرتدي نسخة عالية التقنية من بدلة الوطواط ليصبح باتمان الجديد. هذه البدلة، لديها من بين العديد من الميزات الأخرى، القدرة على إنتاج الباتارانغ تلقائيا في يد مرتديها. وتكون الباتارانغ قابلة للطي وتأتي في مجموعة متنوعة من الأشكال بما في ذلك النسخ الكهربائية لطرح الأعداء، والنسخ المتفجرة لهدم العقبات.
في سلسلة الرسوم المتحركة فرقة العدالة, يستخدم باتمان مجموعة متنوعة من الباتارانغ، بما في ذلك الباتارانغ المتفجرة والمشحونة كهربائياً.

#### غيرها من الرسوم المتحركة
في سلسلة الرسوم المتحركة مراهقو التايتنز، يستخدم روبن باتارانغ معدلة مماثلة للتي لدى جناح الليل، ويشار إليها بـبيردارانغ. روبن أيضاً يستخدم باتارانغ دائري كنوع من الأسلحة في مسلسل شباب العدالة.
في سلسلة الرسوم المتحركة كريبتو الكلب الخارق, يستخدم روبي أبو الحناء سلاح هزلي يسمى بريكيرانغ، والتي هي مقذوفات مصغرة تحتوي على كمية مبالغ فيها للغاية من رغوة أرجوانية تعجيزية. ويطلق آس الكلب-الوطواط باتارانغ حارقة.
في سلسلة الرسوم المتحركة الباتمان، غالباً ما وصفت الباتارانغ كأسلحة رمي مستقبلية مبطنة باللون الأزرق الفلوري، وتصدر ضوضاء مميزة أثناء طيرانها في الهواء. ويتم تصويرها أيضاً على أنها حادة بما فيه الكفاية لقطع المواسير المعدنية. ويستخدمها باتمان أيضاً من وقت لآخر في القتال بالأيدي (في إحدى الحالات، خلال معركة مع كلايفايس II، يتعلق باتمان على الباتارانغ دوّارة على معصمه، مما يجعلها تصدر طنينًا صغيرًا مؤقتًا). وعلى الرغم من أن الباتارانغ عادية، يستخدم باتمان العديد من النسخ الأخرى، بما في ذلك الباتارانغ المنفجرة، التي تنفجر بعد إجراء الأتصال؛ والباتارانغ الصاعقة، التي تفرغ تيار كهربائي قوي على شخص أو كائن؛ الباتارانغ ذات تكنولوجية فيروسية خاصة، الذي يصيب ويعطل آلة ما أو أداة، مما يجعلها غير فعالة. كما يستخدم باتمان باتارانغ خاصة جداً يتحكم فيها عن بعد، وهذه النسخة من الباتارانغ هي أكبر قليلاً من النسخ الأخرى، يمكن أن تلتصق بأي سطح، وتحتوي كاميرا مصغرة عالية الدقة. على الرغم من كونها مستقبلية، هذه الباتارانغ لديها خصائص أكثر أرتداداً، وتظهر عائدة إلى يد باتمان. في باتمان ضد دراكولا، يطلي ألفريد بيني وورث بعض الباتارانغ بـالثوم للإعداد لمعركة فارس الظلام ضد الكونت دراكولا.
في باتمان الجرأة والشجاعة، لا تظهر الباتارانغ كأدات رمي مستقبلية فائقة مثلما كانت تظهر في الباتمان, ولكن على شكل شوريكين/مرتدة بسيطة والتي كان يستخدمها لمكافحة الجريمة (على الرغم من أنه كان يظهر يستخدم الباتارانغ المتفجرة، وفي حالة باتارانغ جنتلمان غوست، Nth ميتال.) وقد تبين أيضاً بأن باتمان قادر على تحويل رمز الوطواط الخاص به إلى باتارانغ، كما شهدت الحلقة التجريبية، «صعود بلو بيتل». أيضاً، آول مان، مواز باتمان ونظيره لديه سلاح مشابه للباتارانغ، ومع ذلك، بدلاً من الدوران بسرعات عالي، تطير مباشرة مثل طائرة شراعية.
في سلسلة أحذر باتمان، الباتارانغ لها شكل مشابه لنظيره كون نولان ذات اللون البرونزي والرمادي. بعضها قابل للطي. بعضها ذات ماسح ضوئي مصغر تسمح لباتمان بدراسة الأجسام التي يحتمل بأن تكون خطرة من بعد. وبعضها الآخر تحمل العبوات الناسفة.
في تشيكين روبوت دي سي كوميكس سبيشيال III: الصداقة السحرية، في عالم تشيكين روبوت دي سي، يكشف باتمان لروبن بأنه صنع باتارانغ بالكامل من الكريبتونايت والتي يعتزم أستخدامها لقتل سوبرمان إذا ما تحول ألى شرير بأعتبارها واحدة من العديد من الطرق المتقدمة للتعامل مع أعضاء فرقة العدالة إذا ما تحولوا إلى أشرار. في وقت لاحق، باتمان يطعن النصف-الكريبتوني سوبرمان المركب في الكتف بالباتارانغ الكريبتونايت لإضعافه بما يكفي ليسمح لسوبرمان بهزمه بلكمة في الفخذ.

### ألعاب الفيديو
الباتارانغ كان السلاح الأساسي في باتمان: ذا كاب كروسيدر. وكان يستخدمها للتسلق والتأرجح في باتمان: الفيلم
ليغو باتمان: لعبة فيديو تحتوي على الباتارانغ (مع كل لون) والتي يمكن أستخدامها من قبل أربعة شخصيات; باتمان (الباتارانغ الأسود والأصفر), روبن (الباتارانغ الأحمر والأخضر)، فتاة الوطواط (الباتارانغ الأسود والأصفر) وجناح الليل (الباتارانغ الأحمر والأخضر).
في لعبة الفيديو بداية باتمان, تستخدم الباتارانغ فقط للتفاعل مع البيئة، من أجل تخويف الأتباع.
في لعبة غيم بوي باتمان يسمح بجمع وأستخدام ما يصل إلى 3 باتارانغ يمكن ألقائهما في وقت واحد.

#### باتمان: Arkham
في باتمان: مصحة آركام, يمكن أن يقوم باتمان بتمثيل باتارانغ واحد من البداية، واللاعب لديه الفرصة لإطلاق العديد من الباتارانغ والباتارانغ الصوتية التي يمكن التحكم فيها عن بعد، والتي يمكن أستخدامها لجذب الأعداء. بالإضافة إلى ذلك، تأتي نسخة جامعي اللعبة مع نموذج باتارانغ بلاستيكي 14 بوصة (مجرجر ومخدوش أشارة للأستخدام الكثيف) مثبت على قاعدة عرض، ويظهر الباتارانغ في التكملة، باتمان: مدينة آركام جنباً إلى جنب مع باتارانغ التحكم عن بعد ونوع جديد الباتارانغ العكسية التي تكون قادرة على الألتفاف وراء العدو والهجوم من الخلف. باتمان: فارس آركام, الدفعة الثالثة والأخيرة من روكستيدي ثلاثية آركام، تضم أيضاً باتارانغ مع العديد من المتغيرات والقدرات التي ظهرت في اللعبتين السابقتين. لدى باتمان أيضاً باتارانغ جديدة تسمى ماسح الوطواط الضوئي، يستطيع رميها عالياً في الهواء حول غوثام لمسح منطقة محددة ويستخدمها عدة مرات خلال مطاردة باتمان للفزاعة وفارس آركام. على الرغم من أن ماسح الوطواط الضوئي تشبه باتارانغ التحكم عن بعد، فهي من الممكن أن تطير أبعد من ذلك بكثير في الهواء على خلاف معظم الأدوات التي تظهر فقط خلال المشاهد. أنتجت شركة NECA باتارانغ طبق الاصل مبنية على تصميم فارس آركام، والتي يمكن شراؤها من خلال متاجر لعبة فيديو غيمستوب. هذه الباتارانغ طبق الأصل يمكن أن تكون تطوى من المنتصف المفصلي وتفتح بسرعة بضغط  زر واحدة، وأيضاً تحتوي على لوحة ضوئية قابلة للإزالة.

## وصلات خارجية
- IGN: Holy Bat-Gadgets!